# ČD-Baureihe 842
Die Baureihe 842 (ursprünglich als ČSD-Baureihe M 274.2 vorbgesehen) sind vierachsige Dieseltriebwagen für den Regionalverkehr der Tschechischen Bahnen (ČD).

## Geschichte
1988 wurden von Vagonka Studénka die ersten beiden Prototypen noch mit alten Betriebsnummern als M 273.2001 und M 273.2002 vorgestellt. Ausgangspunkt der Konstruktion war die Überlegung, die bewährten Maschinenanlagen der Baureihe 810 für vierachsige Triebwagen neuerer Generation einzusetzen.

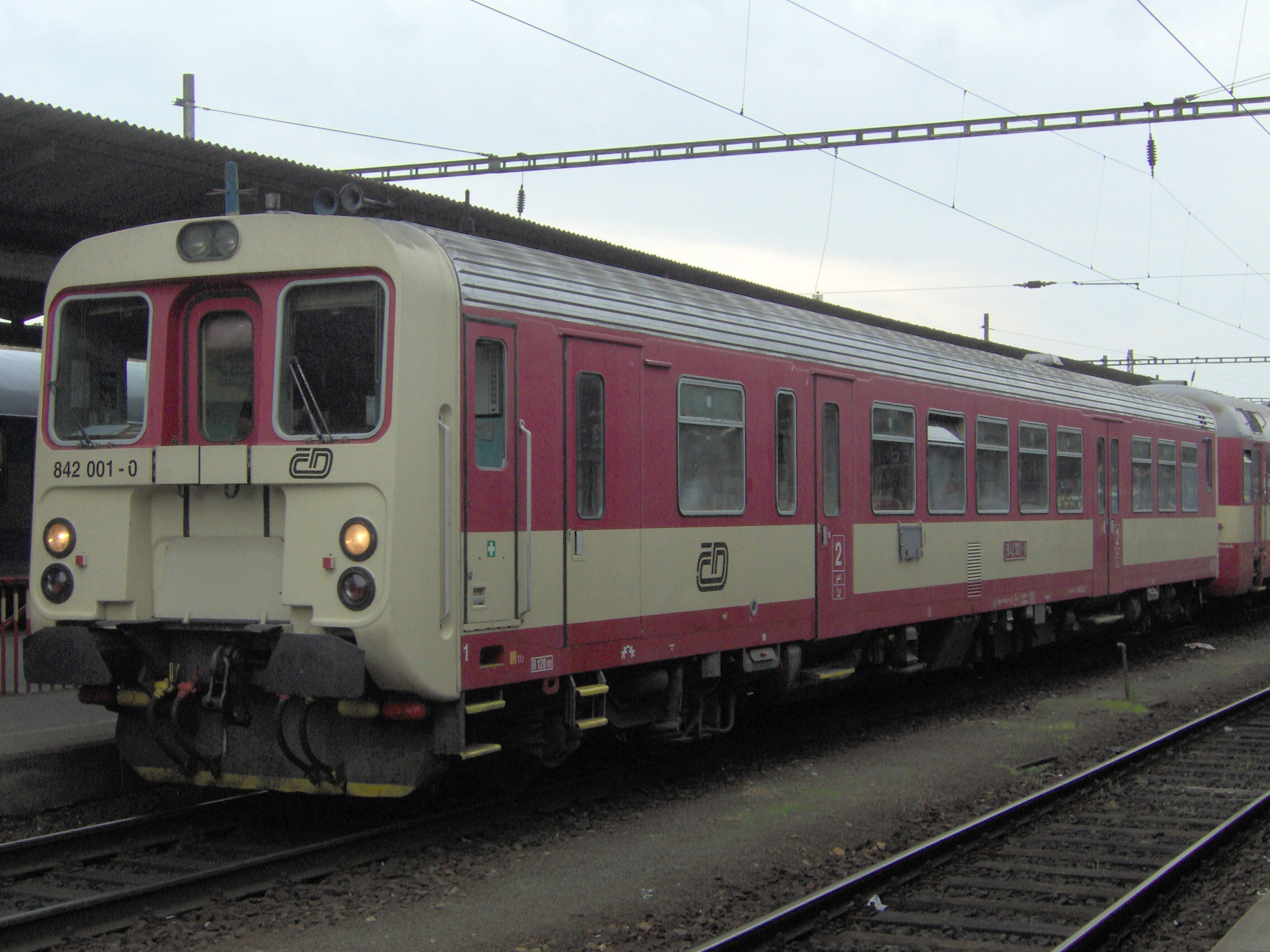
Prototyp 842 001, hier 2010 in Brünn

Nach der politischen Wende in der Tschechoslowakei 1989 wurde die Konstruktion nochmals überarbeitet. So wurden für die Serienfahrzeuge hydraulische Getriebe vorgesehen.
35 Triebwagen wurden 1993/94 an die nunmehrigen ČD geliefert. Danach wurde die Lieferung zugunsten der weiterentwickelten Baureihe 843 abgebrochen. Die slowakischen Železnice Slovenskej republiky (ŽSR) beschaffte derartige Triebwagen nicht mehr.
Die Triebwagen werden seit 2012 von Pars Nova modernisiert. Neben der Erneuerung der Innenräume werden neue Sechszylindermotoren des Typs TD 242 RH TA 25 von Tedom mit einer Gesamtleistung von 484 kW eingebaut. Weiter kommen mit der Modernisierung von ZF Friedrichshafen stammende Getriebe (ZF ECOMAT 5HP 602 R) mit fünf Gängen zum Einsatz. Der Einbau von ETCS-Fahrzeuggeräten ist vorgesehen.

## Einsatz
Eingesetzt werden die Triebwagen vorzugsweise im Regionalverkehr mit Beiwagen älterer Bauarten oder mit Steuerwagen der Bauart Bfbrdtn794 (bis 1. Januar 2009 Reihe 954.0) auf den nicht elektrifizierten Hauptstrecken in Tschechien, zum Beispiel zwischen Klatovy und Železná Ruda-Alžbětín sowie zwischen Plzeň hlavní nádraží und Plasy.